# An-nan
För andra betydelser, se Annan.
An-nan (安南) även Annan, är namnet på en  kata i karate, vilket innebär att det är en teknik som består av en koreograferad följd av rörelser för anfall och försvar. Ursprunget liksom dess skapare är anonyma, varvid återstår spekulationer och antaganden om att svaret skulle komma från en kinesisk mästare som bodde i Okinawa och påverkade grundstilen Tomari-te. Andra säger att denna forms ursprung kommer att vara kopplad till stilen Ryūei-ryū och samma linje, grundstilen Naha-te. 
Den här katans uppsättning tekniker tillhandahåller, när de tillämpas i verkliga livet och inte bara i analysen, bunkai (分解), traumatiska slag genom det korta avståndet, utan också immobilisering och styrning av motståndaren. An-nan är exempel på en kata, som har ett lager tillämpning utöver vad som lärs ut, genom att utnyttja ōyō bunkai, en "tillämpning av katan på andra sätt än standard bunkai."  Skilda utövare kommer att lära sig eller upptäcka alternativa möjligheter, men bunkaien, liksom katan, varierar efter stil och lärare.
Genom mästarna Shōgō Kuniba och Hayashi Teruo blev katan An-nan en del av läroplanen för skolan Shitō-ryū, särskilt i dennas förgrenade stilar, såsom Kuniba-kai.

## Förmodad genealogi
|            |            |            |            |            |            |  |  | Wushu            |                  |                  |                  |                  |                  |           |           |            |            |            |            |            |            |         |         |         |         |  |  |
|            |            |            |            |            |            |  |  |                  |                  |                  |                  |                  |                  |           |           |            |            |            |            |            |            |         |         |         |         |  |  |
|            |            |            |            |            |            |  |  |                  |                  |                  |                  |                  |                  |           |           |            |            |            |            |            |            |         |         |         |         |  |  |
|            |            |            |            |            |            |  |  |                  |                  |                  |                  | Tomari-te        | Tomari-te        | Tomari-te | Tomari-te | Tomari-te  | Tomari-te  |            |            | Naha-te    | Naha-te    | Naha-te | Naha-te | Naha-te | Naha-te |  |  |
|            |            |            |            |            |            |  |  |                  |                  |                  |                  | Tomari-te        | Tomari-te        | Tomari-te | Tomari-te | Tomari-te  | Tomari-te  |            |            | Naha-te    | Naha-te    | Naha-te | Naha-te | Naha-te | Naha-te |  |  |
|            |            |            |            |            |            |  |  |                  |                  |                  |                  |                  |                  |           |           |            |            |            |            |            |            |         |         |         |         |  |  |
|            |            |            |            |            |            |  |  | Ryūei-ryū        |                  |                  |                  |                  |                  |           |           |            |            |            |            |            |            |         |         |         |         |  |  |
|            |            |            |            |            |            |  |  |                  |                  |                  |                  |                  |                  |           |           |            |            |            |            |            |            |         |         |         |         |  |  |
|            |            |            |            |            |            |  |  |                  |                  |                  |                  |                  |                  |           |           |            |            |            |            |            |            |         |         |         |         |  |  |
| Hayashi-ha | Hayashi-ha | Hayashi-ha | Hayashi-ha | Hayashi-ha | Hayashi-ha |  |  | Shindō jinen ryū | Shindō jinen ryū | Shindō jinen ryū | Shindō jinen ryū | Shindō jinen ryū | Shindō jinen ryū |           |           | Hayashi-ha | Hayashi-ha | Hayashi-ha | Hayashi-ha | Hayashi-ha | Hayashi-ha |         |         |         |         |  |  |

## Utmärkande drag
Katan är på 39 kyodon  i varianten från Ryūei-ryū. I början kräver den koncentration och rörelserna är cirkulära, sedan kommer omedelbart en skur av energi.